# Bolacothrips striatopennatus
Bolacothrips striatopennatus är en insektsart som först beskrevs av Schmutz 1913.  Bolacothrips striatopennatus ingår i släktet Bolacothrips och familjen smaltripsar. Inga underarter finns listade i Catalogue of Life.